# Medalia comemorativă „Centenarul Anului Revoluționar 1848”
Centenarul Anului Revoluționar 1848 a fost o medalia comemorativă pentru a aniversa un secol de la Revoluția de la 1848.

## Istorie

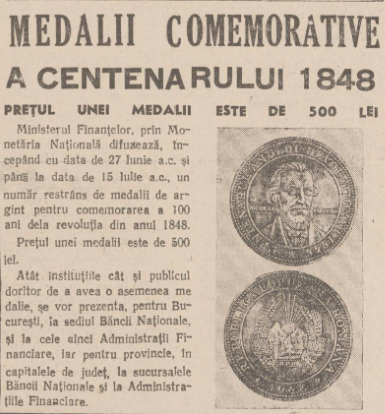
Informare cu privire la Medalia comemorativă „Centenarul anului revoluționar 1848” publicată în numărul 1180 al ziarului România liberă din 28 iunie 1948

Medalia a fost introdusă la 27 iunie 1948 de către Ministerul Finanțelor, prin Monetăria Națională, și au fost, inițial, emise într-un număr limitat pentru a comemora centenarul Revoluției din 1848. Aceasta a fost prima emisiune numismatică a regimului comunist, după instalarea acestuia la 30 decembrie 1947. Medaliile au fost disponibile între 27 iunie și 15 iulie, la un preț de 500 de lei. Atât instituțiile, cât și persoanele interesate au putut achiziționa medaliile la sediul Băncii Naționale din București, la cele cinci Administrații Financiare din capitală, iar în provincie, la sucursalele Băncii Naționale și Administrațiile Financiare din reședințele de județ.
Totuși, Monetăria Națională a anunțat în 15 iulie 1948 că, datorită cererilor numeroase din partea publicului din întreaga țară pentru medaliile de argint, a decis extinderea punctelor de distribuție. Astfel, medaliile au putut fi achiziționate, pe lângă sediul și sucursalele Băncii Naționale, și la Administrațiile Financiare și Percepțiile Fiscale din județe. Termenul de difuzare a fost prelungit până la 23 august 1948.

## Descriere
Medalia era realizată din 83.5% argint și 16.5% cupru, măsura 38 mm în diametru, avea o greutate de 25 g, iar marginea acesteia era netedă.
Aversul prezenta efigia lui Nicolae Bălcescu orientată spre dreapta și încadrată într-un cerc înconjurat de inscripția CENTENARUL ANULUI REVOLUȚIONAR 1848 ⋆, marginită de un cerc perlat. Numele NICOLAE BĂLCESCU era împărțit de o parte și de alta a capului. În dreapta, deasupra umărului, se aflau inițialele „H.I.”, reprezentând numele gravorului medaliei, Haralambie Ionescu.
Reversul medaliei prezenta stema Republicii Populare Române încadrată intr-un cerc înconjurat de inscripția REPUBLICA POPULARA ROMANA ⋆ 1948 ⋆, mărginită de un cerc perlat.
Tirajul acesteia a fost de 500.000 de bucăți.